# Litz (rivière)
La Litz est une rivière autrichienne d'une longueur de 24 km affluent de Ill et par conséquent sous-affluent du Rhin.

## Source
- (de) Cet article est partiellement ou en totalité issu de l’article de Wikipédia en allemand intitulé « Litz (Fluss) » (voir la liste des auteurs).